# 락자
락자시(베트남어: Thành phố Rạch Giá / 城舖瀝架)는 베트남 남부 메콩강 삼각주에 위치한 끼엔장성의 성도이다. 서쪽으로는 타이만과 접한 항구 도시이다. 이곳은 원래 캄보디아의 영토였지만 1715년 베트남의 응우옌 왕조가 남하 정책을 펼치면서 베트남의 영토가 되었다.

## 개요
락자시는 호찌민시의 남서쪽으로 약 195km 거리에 위치해 있다. 예전에는 캄보디아 영토였지만, 1715년에 광남국의 킨족에 의한 침략으로 베트남의 영토가 되었다. 캄보디아식 이름은 크라무온사(Kramuon-Sa)였다. 주민들은 킨족 외에 크메르족, 호아족이 살고 있다. 또한 최근에는 해외 이주한 베트남 교포들에 의한 투자가 활발히 이루어지고 있으며, 시의 남서부에 뉴타운이 확산되고 있다.

## 행정구역
락자시는 11개의 프엉(坊)과 1개의 싸(社)로 구성되어 있다.

### 프엉
- 빈타인번 (Vĩnh Thanh Vân / 永淸雲)
- 빈타인 (Vĩnh Thanh / 永淸)
- 빈락 (Vĩnh Lạc / 永樂)
- 빈바오 (Vĩnh Bảo / 永保)
- 안화 (An Hòa / 安和)
- 빈꽝 (Vĩnh Quang / 永光)
- 빈히엡 (Vĩnh Hiệp / 永協)
- 빈통 (Vĩnh Thông / 永通)
- 빈러이 (Vĩnh Lợi / 永利)
- 안빈 (An Bình / 安平)
- 락소이 (Rạch Sỏi / 瀝磊)

### 싸
- 피통 (Phi Thông / 飛通)

## 기후
| 락자시의 기후                      | 락자시의 기후 | 락자시의 기후 | 락자시의 기후 | 락자시의 기후 | 락자시의 기후 | 락자시의 기후 | 락자시의 기후 | 락자시의 기후 | 락자시의 기후 | 락자시의 기후 | 락자시의 기후 | 락자시의 기후 | 락자시의 기후 |
| 월                                 | 1월           | 2월           | 3월           | 4월           | 5월           | 6월           | 7월           | 8월           | 9월           | 10월          | 11월          | 12월          | 연간          |
| ---------------------------------- | ------------- | ------------- | ------------- | ------------- | ------------- | ------------- | ------------- | ------------- | ------------- | ------------- | ------------- | ------------- | ------------- |
| 역대 최고 기온 °C (°F)             | 35.6 (96.1)   | 35.4 (95.7)   | 37.8 (100.0)  | 37.9 (100.2)  | 37.7 (99.9)   | 34.2 (93.6)   | 33.7 (92.7)   | 33.4 (92.1)   | 34.4 (93.9)   | 33.9 (93.0)   | 33.2 (91.8)   | 34.8 (94.6)   | 37.9 (100.2)  |
| 일평균 최고 기온 °C (°F)           | 30.6 (87.1)   | 31.8 (89.2)   | 33.1 (91.6)   | 33.6 (92.5)   | 32.2 (90.0)   | 30.6 (87.1)   | 30.1 (86.2)   | 29.7 (85.5)   | 30.0 (86.0)   | 30.7 (87.3)   | 30.4 (86.7)   | 29.7 (85.5)   | 31.0 (87.8)   |
| 일일 평균 기온 °C (°F)             | 25.8 (78.4)   | 26.5 (79.7)   | 27.7 (81.9)   | 28.7 (83.7)   | 28.7 (83.7)   | 28.2 (82.8)   | 27.9 (82.2)   | 27.6 (81.7)   | 27.7 (81.9)   | 27.5 (81.5)   | 27.0 (80.6)   | 25.9 (78.6)   | 27.4 (81.3)   |
| 일평균 최저 기온 °C (°F)           | 22.4 (72.3)   | 22.8 (73.0)   | 24.0 (75.2)   | 25.4 (77.7)   | 26.0 (78.8)   | 25.8 (78.4)   | 25.6 (78.1)   | 25.4 (77.7)   | 25.5 (77.9)   | 25.1 (77.2)   | 24.5 (76.1)   | 22.8 (73.0)   | 24.6 (76.3)   |
| 역대 최저 기온 °C (°F)             | 14.8 (58.6)   | 16.9 (62.4)   | 17.1 (62.8)   | 21.5 (70.7)   | 22.0 (71.6)   | 21.7 (71.1)   | 21.9 (71.4)   | 21.9 (71.4)   | 22.2 (72.0)   | 21.3 (70.3)   | 19.0 (66.2)   | 16.3 (61.3)   | 14.8 (58.6)   |
| 평균 강수량 mm (인치)              | 11 (0.4)      | 7 (0.3)       | 25 (1.0)      | 97 (3.8)      | 249 (9.8)     | 277 (10.9)    | 309 (12.2)    | 369 (14.5)    | 300 (11.8)    | 295 (11.6)    | 173 (6.8)     | 44 (1.7)      | 2,156 (84.9)  |
| 평균 강수일수                      | 1.6           | 1.3           | 2.4           | 7.9           | 16.5          | 20.0          | 20.3          | 22.1          | 19.8          | 21.1          | 15.6          | 5.8           | 154.5         |
| 평균 상대 습도 (%)                 | 77.9          | 76.9          | 76.6          | 78.3          | 82.8          | 84.6          | 85.3          | 85.8          | 85.1          | 84.3          | 81.6          | 79.3          | 81.5          |
| 평균 월간 일조시간                 | 249           | 237           | 258           | 244           | 206           | 169           | 178           | 160           | 161           | 176           | 203           | 228           | 2,470         |
| 출처: 베트남 과학 기술 양성 연구소 |               |               |               |               |               |               |               |               |               |               |               |               |               |

## 교통
도심에서 남서쪽 약 10km 거리에 있는 락자 공항에서 베트남 항공이 운항하며, 호찌민시와 푸꾸옥과 연결한다. 공항 근처에는 끼엔장성 버스터미널이 메콩강 삼각주 각지와 호찌민시에 버스가 운행한다.
락자에는 2개(락자항과 푸꾸옥항)의 규모가 있는 항구가 있다. 시내 중심에 있는 항구에서는 푸꾸옥섬의 바이본 항구, 하띠엔 외에 혼쩨섬 등 인근 섬에 선박이 운행한다. 또한 푸꾸옥에 기항하며, 캄보디아, 태국을 왕복하는 여객선이 3개국에서 공동 운항 체제로 2007년부터 취항하고 있다.